# Дубровка (Томский район)
Дубровка — упразднённая деревня в Томском районе Томской области. Входила в состав Наумовского сельсовета. Исключена из учётных данных в 1972 году.

## География
Деревня располагалась на безымянном ручье, правобережном притоке реки Камышка, в 15,5 км (по прямой) к северо-западу от села Наумовка.

## История
Основана в 1908 году. В 1928 году состояла из 25 хозяйств. В административном отношении входила в состав Троицкого сельсовета Томского района Томского округа Сибирского края. Упразднена в 1972 году.

## Население
По данным переписи 1926 года в деревне проживало 127 человек (65 мужчин и 62 женщины), основное население — русские.